# فرانكلين فرانكو
فرانكلين فرانكو هو عالم اجتماع ومؤرخ دومينيكاني، ولد في 14 نوفمبر 1936، وتوفي في 15 يونيو 2013.